# Thorsten Schäfer-Gümbel
Thorsten Schäfer-Gümbel, né Schäfer le 1er octobre 1969 à Oberstdorf, est un homme politique allemand membre du Parti social-démocrate d'Allemagne (SPD).
Chercheur diplômé en sciences politiques de l'université de Giessen, il appartient au SPD depuis 1986. Il obtient son premier mandat électif en 2001, à l'assemblée de l'arrondissement de Giessen. En 2003, il est élu député au Landtag de Hesse.
Après qu'Andrea Ypsilanti a renoncé à mener les sociaux-démocrates aux élections anticipées de 2009, il est investi chef de file du SPD. Réalisant le pire score de l'histoire régionale du parti, il en devient tout de même président et président du groupe parlementaire dans le Land. Il améliore sensiblement son résultat en 2013 mais reste confiné dans l'opposition. Aux élections régionales de 2018, le SPD cède son statut de deuxième force politique aux Grünen par une marge de moins de 100 voix.
Schäfer-Gümbel assume la présidence fédérale par intérim du Parti social-démocrate en 2019, avec Manuela Schwesig et Malu Dreyer, puis se retire de la vie politique.

## Biographie

### Jeunesse
Il est le fils d'un militaire stationné à Oberstdorf, en Bavière, lors de sa naissance. Jusqu'à ses cinq ans, il grandit dans la région de l'Allgäu, puis sa famille déménage à Giessen, en Hesse.
Il adhère en 1986 au Parti social-démocrate d'Allemagne (SPD) puis passe avec succès son baccalauréat. Il s'inscrit en 1989 à l'université Justus Liebig de Giessen pour y étudier les sciences agricoles. Il se réoriente finalement en sciences politiques.

### Ascension
Diplômé en 1997, il occupe un poste d'assistant de recherche à l'Institut des sciences politiques de son université, puis devient en 1998 directeur des travailleurs sociaux et animateurs jeunesse de Giessen.
En 2001, il est élu à l'assemblée de l'arrondissement de Giessen et vice-président du SPD de Hesse septentrionale. Il quitte alors ses fonctions à la mairie, avant d'être recruté en 2002 par le groupe parlementaire régional social-démocrate.
Pour les élections législatives régionales du 2 février 2003, il postule dans la 19e circonscription, représentée depuis quatre ans par le ministre de l'Intérieur Volker Bouffier. Bien qu'il ait échoué avec 16 000 voix de retard, il est élu député au Landtag de Hesse grâce au scrutin de liste. Il est de nouveau battu au cours des élections du 27 janvier 2008, mais réduit l'écart le séparant de Bouffier à 1 300 voix seulement.

### Chef du SPD de Hesse
Aucune majorité ne s'étant dégagée, des élections anticipées sont convoquées le 18 janvier 2009. La présidente régionale du SPD Andrea Ypsilanti renonce à être de nouveau chef de file et le 13 décembre 2008, Thorsten Schäfer-Gümbel est investi candidat social-démocrate à la chancellerie du Land.
Le scrutin est un échec cuisant pour le Parti social-démocrate, qui s'effondre à son plus bas historique : 23,7 % des suffrages exprimés, soit 29 députés sur 118. Lui-même subit un nouveau revers face à Bouffier, qui accroît l'écart les séparant à 4 200 voix. Il est tout de même désigné président du groupe parlementaire, puis président régional du parti le 18 février 2009.
Aux élections législatives régionales du 22 septembre 2013, il redresse la situation avec un résultat de 30,7 % et 37 parlementaires sur 110. Il tente sans succès de constituer une « coalition rouge-verte » minoritaire avec l'Alliance 90 / Les Verts et Die Linke, puis ne parvient pas à concrétiser une éventuelle « grande coalition » avec le ministre-président chrétien-démocrate sortant Volker Bouffier. Ce dernier ayant réussi à constituer une « coalition noire-verte », Schäfer-Gümbel continue de siéger dans l'opposition.
Le 14 octobre 2013, il est élu vice-président fédéral du SPD sous la présidence de Sigmar Gabriel, en remplacement de Klaus Wowereit. Il est confirmé en 2017 par Martin Schulz. Le 25 novembre 2017, il est investi chef de file pour les élections législatives régionales de 2018 en Hesse par 95 % des voix des délégués au congrès régional du SPD.

### Vie privée
Il épouse Annette Gümbel en 1998, dont il porte depuis le nom de famille. Le couple a trois enfants.